# David Harum
David Harum (br Apostando no Amor) é um filme norte-americano de comédia de 1934, dirigido por James Cruze e escrito por Walter Woods. O filme é estrelado por Will Rogers, Louise Dresser, Evelyn Venable, Kent Taylor, Stepin Fetchit, Noah Beery, Sr. e Roger Imhof. Foi lançado nos EUA em 3 de março de 1934 pela Fox Film Corporation.

## Elenco
- Will Rogers .... David Harum
- Louise Dresser .... Polly Harum
- Evelyn Venable .... Ann Madison
- Kent Taylor .... John Lennox
- Stepin Fetchit .... Sylvester Swifty
- Noah Beery, Sr. .... Gen. Woolsey
- Roger Imhof .... Edwards
- Frank Melton .... Caruthers Elwin
- Charles Middleton .... Deacon Perkins
- Sarah Padden .... Widow Cullon
- Lillian Stuart .... Sairy